# 一点资讯
一点资讯是中華人民共和國一家互聯網公司，成立於2013年。2021年11月更名為赛博大象集团。2017年，一点资讯成為独角兽公司，背后资方有润良泰基金、小米、OPPO、顺为资本、完美世界。2021年，一点资讯与遊戲公司龙图游戏进行合并。公司旗下有資訊應用程序一點資訊，該程序主要預裝在小米、OPPO、华为等手机上。2021年推出遊戲《余烬风暴》。旗下還有資訊短視頻項目沸點資訊。
2022年1月19日，一點資訊推出社交應用啫喱，該軟件以元宇宙為噱頭，並於2022年2月成為苹果应用商店中國區社交软件榜首軟件，這是自2019年以來首次有軟件取代微信的位置。不久有人指該軟件涉及使用用戶的微信號和QQ號。2月12日，啫喱的產品經理予以否認，並稱是競爭對手惡意舉報。不過他承認軟件有延遲、卡頓、閃退和無法進入等問題。2月13日，該軟件暫時從蘋果應用商店下架。

## 外部連結
- 官方网站